# توکیو سامرلند

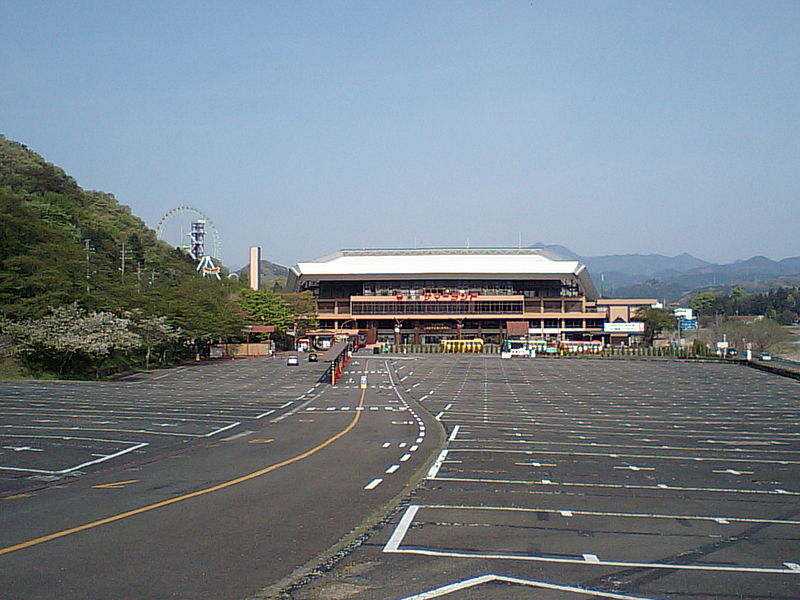
توکیو سامرلند

توکیو سامرلند یا توکیو سامالند (به ژاپنی: 東京サマーランド) نام یک مرکز تفریحی عظیم دارای مجموعه‌ای بزرگ از انواع استخر، زمین گلف و تنیس، محل کمپ، باغ گل ادریسی یا به ژاپنی آجی‌سای و شهربازی است که در شهر آکیرونو در توکیو پایتخت ژاپن قرار گرفته است. این شهربازی در سال ۱۹۶۶ میلادی افتتاح شده است.

## رسیدن
- جی آر، خط ایتسوکایچی، ایستگاه آکی‌کاوا (秋川駅) خروج از در شمالی ایستگاه اتوبوس شمارهٔ ۲ خطوط اتوبوس نیشی توکیو مقصد اتوبوس ایستگاه هاچی‌اوجی فاصله تا توکیو سامالند ۶ دقیقه است.